# University Alliance
L'University Alliance, fondée en 2006 sous l'appellation d'Alliance of Non-Aligned Universities et renommée en 2007, est une association d'universités britanniques. Elle représente un quart des étudiants de premier cycle au Royaume-Uni et est composée majoritairement d'universités techniques et professionnelles. Cette alliance se démarque par son approche innovante de l'enseignement, axée sur la recherche appliquée avec un impact réel, l'enseignement, et les activités entrepreneuriales, notamment à travers des liens étroits avec le monde des affaires et l'industrie.
L'University Alliance a pour mission de stimuler la croissance et l'innovation dans les villes et régions britanniques. Elle s'illustre par des programmes d'enseignement enrichis de stages en entreprise et un engagement fort dans la recherche ayant un impact tangible dans la société. En 2015, elle a lancé le Doctoral Training Alliance, un programme de formation doctorale en biosciences appliquées, énergie et politique sociale, qui s'est ouvert aux étudiants internationaux en 2018 grâce à des financements européens.
En plus de son rôle éducatif, l'University Alliance joue un rôle clé dans la stratégie industrielle et le développement culturel du Royaume-Uni, notamment en période post-Brexit. Elle organise régulièrement des événements et conférences axés sur le développement professionnel et éducatif. Dirigée par un président, un vice-président et un trésorier, et composée d'universités sous la direction de vice-chanceliers influents, l'Alliance est une figure majeure dans le paysage de l'éducation supérieure britannique.

## Contexte
L'University Alliance regroupe un quart des étudiants du premier cycle universitaire au Royaume-Uni, équivalent à la licence en France, et inclut souvent des stages en entreprise. Cette association universitaire est reconnue pour son approche innovante, offrant des formations dans des secteurs techniques et professionnels. Elle entretient des liens étroits avec plus de 16 000 entreprises, y compris un grand nombre de PME, et excelle dans l'accès et la rétention des étudiants. En outre, 43% de ses cours sont validés par des organismes professionnels, garantissant une éducation de qualité.
En 2015, l'alliance a lancé un important programme de formation doctorale, le Doctoral Training Alliance, avec des programmes en biosciences appliquées, énergie et politique sociale,. En 2018, grâce à un financement européen, ce programme s'est ouvert aux étudiants internationaux. Elle a également lancé un programme pour l'excellence de l'enseignement axé sur le développement professionnel.
Les universités de l'Alliance emploient plus de 20 000 chercheurs et sont à la pointe dans des domaines comme la santé, l'ingénierie et les arts. Elles contribuent significativement à l'entrepreneuriat, avec 40 % des start-ups britanniques issues de leurs diplômés. L'Alliance collabore avec le réseau australien de technologie, renforçant les liens académiques internationaux,, et promeut l'excellence britannique dans l'éducation technique et professionnelle à l'échelle mondiale.

## Politique
L'University Alliance a mis en lumière le rôle vital des universités en tant qu'institutions ancrées dans leurs régions, à travers la publication de rapports approfondis et la promotion de l'éducation continue,. L'Alliance a également joué un rôle clé dans la stratégie industrielle du Royaume-Uni et le développement des arts, de la culture et de l'économie créative. Elle a influencé la création de Research England et contribué à la réforme du cadre d'excellence en recherche, REF 2021.
L'organisation a abordé les enjeux post-Brexit concernant les fonds structurels de l'UE et a mis l'accent sur la mobilité sociale et les besoins des employeurs à travers des études et des rapports,. L'University Alliance a également mis en exergue l'importance des qualifications professionnelles et techniques, ainsi que des apprentissages degrés pour l'éducation supérieure,.
Ce travail politique s'inscrit dans le cadre plus large des activités de l'Alliance, qui comprend l'organisation d'événements annuels et de conférences axés sur le développement éducatif et professionnel.

## Événements
L'University Alliance organise chaque année en juin un sommet dans l'une de ses universités membres, avec des conférenciers de premier plan comme des responsables politiques et des experts éducatifs. Elle tient également des conférences sur l'enseignement informé par la recherche et l'apprentissage continu, y compris des événements à la Chambre des communes. En outre, l'Alliance a lancé un concours d'entrepreneuriat étudiant pour stimuler l'innovation, avec des compétitions annuelles.

## Membres
| Université                               | Vice-chancelier  |
| ---------------------------------------- | ---------------- |
| Université Anglia Ruskin                 | Roderick Watkins |
| Birmingham City University               | David Mba        |
| Université de Brighton                   | Debra Humphris   |
| Université de Coventry                   | John Latham      |
| Université de Derby                      | Kathryn Mitchell |
| Université de Greenwich                  | Jane Harrington  |
| Université du Hertfordshire              | Quintin McKellar |
| Université Kingston                      | Steven Spier     |
| Université de Leeds Beckett (en)         | Peter Slee       |
| Université du Middlesex                  | Sean Wellington  |
| Oxford Brookes University                | Alistair Fitt    |
| Université Robert Gordon                 | Steve Olivier    |
| Université du Sud du Pays de Galles (en) | Ben Calvert      |
| Université de Teesside (en)              | Paul Croney      |
| Université de l'Ouest de Londres (en)    | Peter John       |
| Université de l'Ouest de l'Angleterre    | Steven West      |

## Direction
La direction de l'University Alliance est assurée par un président, un vice-président et un trésorier.

### Présidents successifs
| No | Président       | Mandat    | Université                            |
| -- | --------------- | --------- | ------------------------------------- |
| 1  | John Craven     | 2006–2009 | Université de Portsmouth              |
| 2  | Janet Beer      | 2009–2012 | Oxford Brookes University             |
| 3  | Steven West     | 2012–2016 | Université de l'Ouest de l'Angleterre |
| 4  | John Latham     | 2016–2019 | Université de Coventry                |
| 5  | Debra Humphris  | 2019–2023 | Université de Brighton                |
| 6  | Jane Harrington | 2023–     | Université de Greenwich               |

### Directeurs généraux
| No | Directeur général     | Mandat    |
| -- | --------------------- | --------- |
| 1  | Libby Hackett         | 2009–2014 |
| 2  | Maddalaine Ansell     | 2015–2018 |
| 3  | Liz Bromley (intérim) | 2018      |
| 4  | Vanessa Wilson        | 2019–     |